# 吉川蓮民
吉川 蓮民（よしかわ はすみん、1997年2月9日 - ）は、日本のAV女優、社会運動家。七堂 蓮未（しちどう はすみん）、藤本 香澄（ふじもと かすみ）名義でも活動している。

## 経歴
愛知県名古屋市生まれ。大成高等学校卒業。学生時代は『涼宮ハルヒの憂鬱』のアニソンなどを愛好していた。防衛医科大学校看護学科卒業後、3等陸尉として自衛隊で勤務した。風俗店での経験後、AV女優としてデビュー。女優としては松岡茉優似の美女とされる。
2023年4月23日に行われた世田谷区議会議員選挙に政治家女子48党から出馬し、1263票を得票するも落選した。
2023年6月18日、水着撮影会中止騒動を受けてあおちゃんぺが主宰した、職業差別に反対するパレードで行進を行った。2023年7月18日に政治団体「自由次世代党」を設立。AV出演被害防止・救済法を「納得できない部分が多い」と批判しており、AV産業の適正化を考える会に参加している。
2024年3月16日に行われた、村西とおるによるトークライブに出席した。
2024年5月9日、国民民主党の元衆議院参議院議員樽井良和の事務所スタッフとして勤務していると公表した。

## 作品
- 新人 現在、膣トレにドハマり中 サバゲ―、バレエ、ダンスetc...趣味活大好きお姉さん エッチを趣味にしたくてAV DEBUT！！ 藤本香澄（2023年5月2日、MOODYZ）
- 「【F/Mくすぐり】理知的なサンタさんからくすぐりのプレゼント！弱点を見つけられながら楽しそうに責められる！」わかしラボVol.033-5 七堂蓮未（2024年1月31日）
- 【VR】ケモミミぺロペロフレンズ（2024年2月16日）
- 【VR】【8K VR】「また来てくれるよね…？」密着する素肌とあざと可愛い上目遣い…男を沼らせる甘い囁きで僕を堕とす出張先のラウンジ嬢とアフターの後に… 七堂蓮未（2024年2月16日）
- 義兄にねとられたら気持ちよくてハマりました 七堂蓮未（2024年2月27日、マザー）
- 透視＆時間停止＆洗脳 エロマジックアイテムでむっちり軟体ボディを弄ばれた人妻ヨガインストラクター 七堂蓮未（2024年2月27日）
- 蒸れた脚の匂いを嗅がせながらM男イジめ手コキ（2024年2月27日）
- 看護女子のいやらしい営み 七堂蓮未（2024年4月9日、オーロラプロジェクト）